# هالیکرفترز
هالیکرفترز (انگلیسی: Hallicrafters) شرکت الکترونیک آمریکایی است، که در سال ۱۹۳۲ توسط ویلیام هالیگان تأسیس شد.